# Barcelonès (moneda)
El barcelonès era el nom que rebien els diners encunyats a Barcelona, sobretot els diners de billó, que s'anomenaven barcelonesos, i també els croats d'argent o barcelonesos d'argent.